# Адзуміно

36°18′10″ пн. ш. 137°53′59″ сх. д. / 36.30278° пн. ш. 137.89972° сх. д.
Адзуміно (яп. 安曇野市, あづみのし, МФА: [ad͡zumʲino ɕi̥]) — місто в Японії, в префектурі Наґано.

## Короткі відомості
Розташоване в центральній частині префектури, в центрі поля Адзумі западини Мацумото. Виникло на основі сільських поселень раннього нового часу. Засноване 1 жовтня 2004 року шляхом об'єднання містечок Тойосіна, Хотака й Акасіна з селами Місато та Хоріґане. Основою економіки є сільське господарство, рисівництво, харчова промисловість, виробництво електротоварів, комерція. Станом на 1 квітня 2009 площа міста становила 331,82 км². Станом на 1 липня 2011 населення міста становило 96 421 осіб.